# Dirt Rally 2.0
Dirt Rally 2.0 - гоночная видеоигра, разработанная и изданная Codemasters для Microsoft Windows, PlayStation 4 и Xbox One. Была выпущена 26 февраля 2019 года. Игра является тринадцатой в серии Colin McRae Rally, и седьмой в серии Dirt. Она является преемником видеоигры Dirt Rally 2015 года и подчеркивает реалистичную физику вождения.

## Геймплей
Dirt Rally 2.0 ориентирован на ралли и ралли-кросс. Игроки соревнуются в хронометражных этапах на асфальте и бездорожье в различных погодных условиях. В игре есть этапы в Аргентине, Австралии, Новой Зеландии, Польше, Испании и США. Codemasters также объявила о планах по расширению игры за счет выпуска загружаемого контента и выпуска этапов в Финляндии, Германии, Греции, Монте-Карло, Швеции и Уэльсе. Эти этапы представляют собой обновленные версии этапов оригинального Dirt Rally. Также есть режим ралли-кросса с суперкарами World RallyCross и восемь трасс чемпионата мира по ралли-кроссу FIA. Dirt Rally 2.0 позволяет игрокам выбирать из пятидесяти автомобилей, включая вышеупомянутые суперкары World Rallycross, исторические раллийные автомобили с 1960-х по 1980-е годы, раллийные автомобили групп A, B и R и современные раллийные автомобили с 1990-х по конец 2010-х годов. Каждую машину можно настроить перед гонкой.
В игре также есть новая система моделирования погоды, где изменения погоды влияют на относительный уровень сцепления с дорогой и требуют от игроков более тонкого подхода к вождению. Погода также влияет на видимость поэтапно. Поверхность на этапах также подвержена деградации - по мере того, как по дороге проезжает все больше автомобилей,  поверхность начинает смещаться и разрушаться, что влияет на уровень сцепления. Поэтому игровой процесс требует максимальной концентрации, тем более что некоторые этапы могут занять более десяти минут. Здесь нет функции перемотки, и повреждения имеют не только визуальный, но и механический эффект, с  «предельным повреждением», которое автоматически завершает гонку, в которой находится автомобиль.
Режим «Моя команда», представленный в Dirt 4, расширен и требует от игроков нанимать специалистов-инженеров для обслуживания машины. Однако другие элементы, такие как настройка ливрей, подписание спонсоров и расширение возможностей команды, были удалены. Повреждения, полученные во время заезда, переносятся от события к событию. Игроки также могут сделать более широкий выбор стратегических решений, например, тип шин -  более мягкие шины обеспечивают лучшее сцепление с дорогой, но изнашиваются быстрее, в то время как более жесткие шины более долговечны, но обеспечивают медленнее прохождения этапа.

## Отзывы
| Сводный рейтинг | Сводный рейтинг | Сводный рейтинг |
| Издание         | Оценка          | Оценка          |
| Издание         | PS4             | Xbox One        |
| --------------- | --------------- | --------------- |
| GameRankings    | 84,82 %         | 79,64 %         |